# 沉积物杆形菌属
沉积物杆形菌属（学名：Sediminivirga）是短杆菌科下的一个属。

## 下属物种
本属包括以下物种：
- 藤黄色沉积物杆形菌 Sediminivirga luteola Zhang et al., 2016，分离自西太平洋深海沉积物。[2]